# Solioni (Goriachi Kliuch)
Solioni (del ruso: Солëный) es un jútor del ókrug urbano de Goriachi Kliuch del krai de Krasnodar, en las estribaciones noroccidentales del Cáucaso, en Rusia. Está situado 12 km al nordeste de Goriachi Kliuch, y 45 km al sur de Krasnodar. Tenía 24 habitantes en 2010.
Pertenece al municipio  Sarátovskoye.